# جيوفاني بوزي
جيوفاني بوزي مواليد 22 مايو 1963، هو مدرب كرة سلة بلجيكي ولاعب معتزل. يدرب سبيرو شارلوروا في الدوري البلجيكي لكرة السلة الدرجة الأولى.

## الإنجازات
- الدوري البلجيكي لكرة السلة الدرجة الأولى (6): 1996، 1997، 1998، 1999، 2004، 2010، 2011
- كأس بلجيكا لكرة السلة (3): 1996، 1999، 2009
- كأس السوبر البلجيكية لكرة السلة (1): 2004
- مدرب العام في الدوري البلجيكي لكرة السلة الدرجة الأولى (3): 1991، 1998، 1999